# Straßenhaus
Straßenhaus là một đô thị ở huyện Neuwied, bang Rheinland-Pfalz, nước Đức. Đô thị Straßenhaus có diện tích 10,16 km².